# 新谷弘実
新谷 弘実（しんや ひろみ、1935年 - ）は福岡県出身。

## 新谷の健康法とそれに対する批判
新谷弘実は、健康法「シンヤビオジマ」を提唱している。
新谷の健康法に対しては、批判的な見方も寄せられている。著書の中にある牛乳は有害であるという記述に対し、社団法人の日本酪農乳業協会は、その科学的根拠に疑問を呈し、公開質問状を出した。疑似科学を検証する明治大学科学コミュニケーション研究所は、牛乳有害説は合理的でなく支持するデータもないと評した。一部の医師からは、「新谷医師の場合、牛乳を否定しつつその他のサプリ等を推奨」しているなど、否定的な意見が出ている。

## 書籍

### 著書
- 『コロノスコピ-』医学書院、1989年1月、ISBN 978-4260107471
- 『大腸ガンの権威が教える新谷式食事健康法』アイペックプレス、1992年3月、ISBN 978-4870472075
- 『権威が教える新谷式大腸ガンの予防と治療―ガン死因3位』アイペックプレス、1992年6月、ISBN 978-4870472280
- 『胃腸は語る-胃相腸相からみた健康・長寿法』 弘文堂、1998年7月。ISBN 978-4335760013。
- 『胃腸は語る 食卓篇レシピ集』新谷尚子 共著、弘文堂、2000年5月、ISBN 978-4335760020。
- 『ニューヨーク式腸の掃除法―コーヒー腸洗浄(エネマ)のすすめ』主婦の友社、2001年9月、ISBN 978-4072302149
- 『ドクター新谷・生島ヒロシが「胃腸を語る」―対談“新谷式健康・長寿法”』生島ヒロシ共著、弘文堂、2001年10月、ISBN 978-4335760051
- 『元気な子どもを育てる健康レシピ 』高畑康子,福原洋子 共著、弘文堂、2002年7月、ISBN 978-4335760075
- 『家庭でできるらくらく 腸内洗浄 -素肌美人を目指す「コーヒー洗腸」実践レシピ』武位教子 共著、技術評論社、2004年12月14日、ISBN 978-4774122076
- 『「腸」の健康革命―「コーヒー・エネマ」(腸内洗浄)が病気を予防する!』日本医療企画、2005年2月19日、ISBN 978-4890416639
- 『健康の結論―「胃腸は語る」ゴールド篇』弘文堂、2005年6月、ISBN 978-4335651182
- 『病気にならない生き方-ミラクル・エンザイムが寿命を決める』 サンマーク出版、2005年7月8日。ISBN 978-4763196194。
  - 『病気にならない生き方2(実践編)』サンマーク出版、2007年1月10日。ISBN 978-4763197092。
  - 『病気にならない生き方3 若返り編』サンマーク出版、2007年12月26日。ISBN 978-4763197870。
  - 『病気にならない生き方レシピ集』新谷尚子 共著、サンマーク出版、2007年12月26日、ISBN 978-4763197887
  - 『病気にならない生き方』(サンマーク文庫)サンマーク出版、2011年5月16日、ISBN 978-4763184962
- 『図解 腸からはじめる幸せ健康法』新星出版社、2006年9月、ISBN 978-4405091399
- 『病気にならない7つの掟』大阪書籍、2008年2月、ISBN 978-4754850333
- 『Dr.新谷の病気にならないDVDブック』病気にならない生き方の会 編集,新谷弘実 監修、ゴマブックス、2008年3月28日、ISBN 978-4777109159
- 『【図解】病気にならない生き方』サンマーク出版、2008年5月12日、ISBN 978-4763198419
- 『新谷式コロノスコピー (DVD-ROM)』チーム医療、2008年9月1日、ISBN 978-4885090899
- 『酵素力革命 若返り酵素「ニューザイム」を活性化させる生き方』講談社、2008年9月19日、ISBN 978-4062149846
- 『Dr.新谷の若返りデトックス法 花ハーブ&コーヒーエネマで腸もスッキリ』講談社、2008年10月10日、ISBN 978-4062148580
- 『病気にならない腸もみ健康法』砂沢佚枝 共著、講談社、2009年3月3日、ISBN 978-4062742894
- 『30日間で腸から美人になる』マガジンハウス、2009年3月26日、ISBN 978-4838719648
- 『細胞から若返る生き方』講談社、2009年8月21日、ISBN 978-4062156844
- 『病気にならない7つのルール』双葉社、2009年12月9日、ISBN 978-4575153521
- 『免疫力を高める生き方』マガジンハウス、2009年12月17日予定、ISBN 978-4838720545
- 『20歳若返る力』ビジネス社、2010年9月10日、ISBN 978-4828416021
- 『水と塩を変えると病気にならない』マガジンハウス、2011年3月10日、ISBN 978-4838722426
- 『免疫力が上がる!「腸」健康法: 若さも健康も「腸内環境」で決まる!』(知的生きかた文庫)三笠書房、2012年1月21日、ISBN 978-4837979944
- 『新谷式　病気にならない食べ方の習慣』(予約の取れないドクターシリーズ)アスコム、2012年1月30日、ISBN 978-4776207054
- 『朝一杯のジュース革命レシピ』アスペクト、2012年6月27日、ISBN 978-4757221086
- 『男が20歳若返る食べ方』(PHP文庫)PHP研究所、2013年9月4日、ISBN 978-4569760506
- 『水と塩を変えると病気にならない』(magazinehouse pocket)マガジンハウス、2013年9月5日、ISBN 978-4838726110
- 『認知症がイヤなら「腸」を鍛えなさい』(SB新書)SBクリエイティブ、2015年10月16日、ISBN 978-4797383638